# Camilla Luddington
Camilla Luddington, née le 15 décembre 1983 à Ascot, dans l'est du comté du Berkshire, en Angleterre, au (Royaume-Uni), est une actrice britannico-américaine.
Elle est notamment connue pour incarner le rôle du Dr Josephine Wilson, dans la série Grey's Anatomy, depuis 2012, ainsi que pour être l’interprète de Lara Croft dans la franchise Tomb Raider, depuis le reboot amorcé cette même année.

## Biographie

### Enfance et formation
Camilla Anne Luddington est née le 15 décembre 1983 à Ascot, dans l'est du comté du Berkshire, en Angleterre, au (Royaume-Uni). Elle a voyagé vers les États-Unis et a vécu au Texas, en Pennsylvanie, à New York et en Californie. Elle passe plus de 10 ans aux États-Unis, gagnant un accent américanisé. 
Elle a été à la Marist Senior School, une école de filles à Ascot. Plus tard, elle a étudié à l'American School dans le Comté de Surrey en Angleterre. Quand elle avait 14 ans, elle a déménagé dans la banlieue de Austin durant un an et a étudié à la Westwood High School. Elle est diplômée de la TASIS, l'American School d'Angleterre, en 2002.
Quand elle avait 19 ans, elle s'est inscrite dans l'Université de Susquehanna, en Pennsylvanie. Cependant, après 6 mois, elle a été transférée à la New York Film Academy. Elle a fait partie du premier programme de cours de théâtre d'un an de l'école en 2003. Après ses études, elle est retournée en Angleterre brièvement avant de finalement prendre la décision de déménager à Los Angeles, pour poursuivre sa carrière d'actrice.

### Carrière

#### Débuts
Elle débute discrètement en décrochant des rôles mineurs dans des longs métrages indépendants. Du côté de la télévision, l'actrice se contente d'interventions dans des séries télévisées installées comme Forgotten, Les Experts, le soap Des jours et des vies ou encore Big Time Rush. 
C'est en 2011 qu'elle se fait remarquer lorsqu'elle est choisie pour incarner Kate Middleton dans le téléfilm Kate et William : Quand tout a commencé.... En février 2011, le Daily Mail l'a décrite comme « sur le chemin de la gloire et la fortune, après avoir été choisie comme Kate Middleton dans un film prévu sur le mariage royal ». Cependant, le Daily Telegraph tempère et fait état d'un commentaire selon lequel « un rôle royal peut ne pas être une garantie d'évolution de carrière ».

#### Révélation télévisuelle

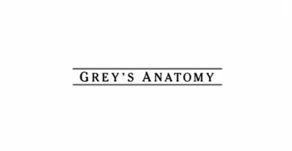
Logo de la série télévisée Grey's Anatomy.

Mais c'est bien l'année télévisuelle 2012 qui marque le grand tournant de sa carrière : elle débute avec un rôle récurrent remarqué dans la cinquième saison de la comédie dramatique Californication, passe ensuite l'été dans le thriller horrifique True Blood, et rejoint à la rentrée la neuvième saison du populaire mélo médical Grey's Anatomy pour un rôle de jeune interne, celui de Josephine Wilson. Elle est promue régulière dès la saison suivante, s'imposant comme un membre de la nouvelle génération de médecins de la série. 
En parallèlement à cette progression, en juin 2012, Crystal Dynamics, chargé du développement du jeu Tomb Raider, annonce qu'elle jouera l'héroïne, Lara Croft (devenant ainsi la première actrice à prêter, à la fois, sa voix et les captures de mouvements). Elle confirme avec Rise of the Tomb Raider, commercialisé en 2015, qui lui vaut une vague de nominations ainsi que le BTVA People's Choice Voice Acting Award de la Meilleure performance féminine d'une voix principale dans un jeu vidéo. La même année, elle prête sa voix au personnage de Supergirl dans le jeu vidéo Infinite Crisis.
En 2017, elle revient au cinéma dans la comédie dramatique familiale The Healer aux côtés d'Oliver Jackson-Cohen. Elle exerce toujours dans le domaine de l'animation notamment pour film Justice League Dark dans lequel elle prête sa voix à Zatanna.
Luddington est également revenu pour reprendre le rôle de Croft dans Shadow of the Tomb Raider, sorti en septembre 2018. Ce fut sa dernière interprétation du personnage qui marque la fin du dernier volet de la trilogie Survivor.

### Vie privée
Depuis 2015, Camilla Luddington partage la vie de l'acteur américain Matthew Alan. Ils ont deux enfants : Hayden Alan (née le 9 mars 2017) et Lucas Matthew Alan (né le 7 août 2020). Le couple se fiance en décembre 2017, puis se marie le 17 août 2019.
Elle révélera le 6 août 2025 être atteint de la maladie d’Hashimoto, dans son propre podcast nommé « Call It What It Is ».

## Filmographie

### Cinéma

#### Longs métrages
- 2007 : A Couple of White Chicks at the Hairdresser de Roxanne Messina Captor : Une réceptionniste
- 2009 : Behaving Badly de Juan Drago : Une hôtesse de l'air
- 2014 : The Devil's Pact (The Pact 2) de Dallas Richard Hallam et Patrick Horvath : June Abbott
- 2017 : The Healer de Paco Arango : Cecilia

#### Courts métrages
- 2010 : Pride and Prejudice and Zombies: Dawn of the Dreadfuls de Charles Haine : Jane Bennet
- 2010 : The Filming of Shakey Willis de Liz Benham : Brooke -également réalisatrice, productrice et scénariste[1]

#### Longs métrages d'animation
- 2017 : Justice League Dark de Jay Oliva : Zatanna

### Télévision

#### Téléfilms
- 2011 : Pour les yeux de Taylor de David Burton Morris : Sandra
- 2011 : Kate et William : Quand tout a commencé... de Mark Rosman : Kate Middleton
- 2018 : Blind Psychosis de Ray Griggs et Glenn Petruzzi : Colleen Dunbar

#### Séries télévisées
- 2010 : The Forgotten : Jane Doe / Emma Clark (saison 1, épisode 14)
- 2010 : Les Experts (CSI : Crime Scene Investigation) : Claire (saison 10, épisode 21)
- 2010 : Des jours et des vies (Days of our Lives) : Tiffany (épisode 11379)
- 2010 : Big Time Rush : Rebecca (saison 1, épisode 18)
- 2011 : The Defenders : Talia (saison 1, épisode 12)
- 2011 : Friends with Benefits : Une femme (saison 1, épisode 12)
- 2012 : Serving Time : Cammy (saison 1, épisode 2)
- 2012 : Friend Me : Brandi (épisode non communiqué)
- 2012 : Californication : Lizzie (saison 5, 10 épisodes)
- 2012 : True Blood : Claudette Crane (saison 5, 6 épisodes)
- 2012 - présent : Grey's Anatomy : Dr Josephine "Jo" Wilson

### Jeux vidéo
- 2013 : Tomb Raider : Lara Croft (voix et capture de mouvement)
- 2015 : Infinite Crisis : Supergirl (voix)
- 2015 : Rise of the Tomb Raider : Lara Croft (voix et capture de mouvement)
- 2018 : Shadow of the Tomb Raider : Lara Croft (voix et capture de mouvement)

## Distinctions
Sauf indication contraire ou complémentaire, les informations mentionnées dans cette section proviennent de la base de données IMDb.

### Récompenses
- 2016 : BTVA People's Choice Voice Acting Awards de la Meilleure performance féminine d'une voix principale dans un jeu vidéo pour Rise of the Tomb Raider (2015).

### Nominations
- 2013 : Spike Video Game Awards de la meilleure actrice de doublage dans un jeu vidéo pour Tomb Raider (2013).
- 2014 : BTVA Video Game Voice Acting Awards de la meilleure performance féminine d'une voix principale dans un jeu vidéo pour Tomb Raider (2013).
- 2016 : NAVGTR Awards de la meilleure performance vocale féminine dans un jeu vidéo pour Tomb Raider (2015).
- 2016 : BTVA Video Game Voice Acting Awards de la meilleure performance féminine d'une voix principale dans un jeu vidéo pour Rise of the Tomb Raider (2015).
- 2016 : NAVGTR Awards de la meilleure performance vocale féminine dans un jeu vidéo pour Rise of the Tomb Raider (2015).